# Pisoniamyia salvadorensis
Pisoniamyia salvadorensis är en tvåvingeart som beskrevs av Edwin Möhn 1960. Pisoniamyia salvadorensis ingår i släktet Pisoniamyia och familjen gallmyggor.
Artens utbredningsområde är El Salvador. Inga underarter finns listade i Catalogue of Life.